# Dumitru Marinescu Bragadiru
Dumitru Marinescu Bragadiru (n. 29 iunie 1842, București, Țara Românească – d. 15 ianuarie 1915, București, România) a fost un om de afaceri care a fost la sfârșitul secolului al XIX-lea - începutul secolului al XX-lea cel mai mare producător de bere din România.
Născut în anul 1842, Dumitru Marinescu și-a început ucenicia la o vârstă fragedă în cofetăria și racheria negustorului Iancu Ștefănescu.
Deosebit de harnic, cinstit și inteligent, Dumitru Marinescu a fost luat în tovărășie, iar în 1866 Iancu Stefanescu îi și lasă negoțul său.
Lărgindu-și comerțul, în anii următori a luat în arendă mai multe fabrici de spirt. În 1877, în timpul Războiului de Independență, Dumitru Marinescu vinde soldatilor rachiu și spitalelor spirt pentru răniți. Cu capitalul astfel strâns, Dumitru Marinescu înființează prima fabrică de alcool rafinat în comuna Bragadiru, lângă București, care nu mai funcționează. La 1 decembrie 1879 își adaugă la nume și numele Bragadiru, „după numele proprității mele din plasa Sabaru, districtul Ilfov” și se face cunoscut sub numele de Dumitru Marinescu Bragadiru.
La sfârșitul secolului al XIX-lea, în partea de sud a României producția de bere era slab dezvoltată, dar concentrată în București.
Dumitru Marinescu Bragadiru a început să achiziționeze teren în jurul centrului Bucureștiului, în apropiere de Piața Principesa Maria (astăzi Piața George Coșbuc) și a înființat fabrica sa de bere pe data de 9 aprilie 1895.
În anul 1909, Fabrica de Bere a fost înființată ca o societate pe acțiuni.
Familia Bragadiru a devenit astfel una dintre primele promotoare ale industriei ușoare în România.
În același an, Dumitru Martinescu Bragadiru stabilește reședința familiei în imediata apropiere a fabricii.

## Vezi și

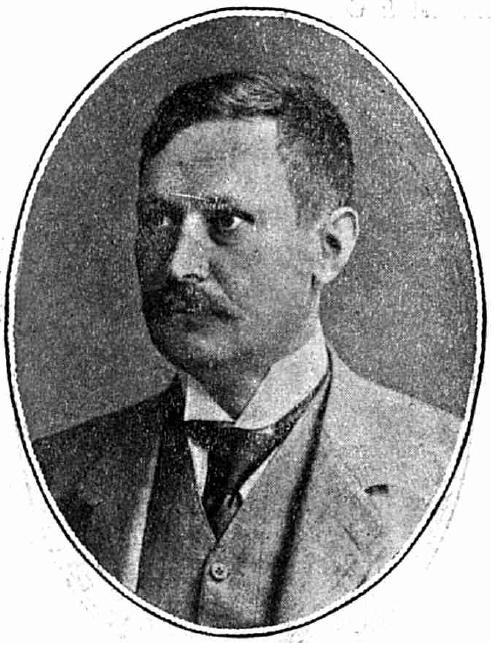
Dumitru Marinescu Bragadiru fiul

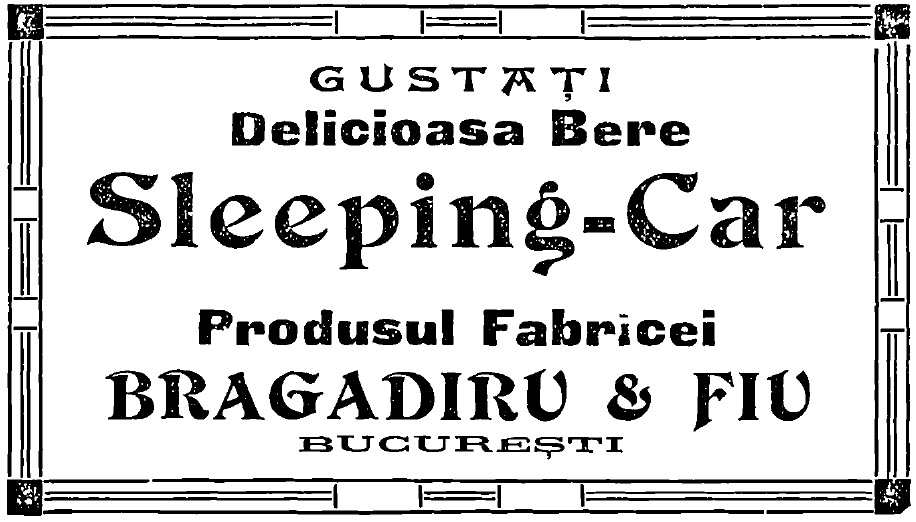
Reclamă la berea Bragadiru